# Sōta Okamura
Sōta Okamura (jap. 岡村 創太, Okamura Sōta; * 4. Februar 1977 in Sapporo) ist ein ehemaliger japanischer Skispringer.

## Werdegang
Bei der Junioren-Weltmeisterschaft 1995 in Gällivare gewann er im Teamspringen gemeinsam mit Kazuya Yoshioka, Suguru Miyazaki und Yūzō Ikeda hinter den Teams aus Deutschland und Österreich die Bronzemedaille. Am 20. Januar 1996 sprang er sein erstes Weltcup-Springen auf seiner Heimatschanze in Sapporo. Er beendete das Springen auf dem 46. Platz. Nach einem weiteren glücklosen Springen auf der Großschanze in Sapporo legte er für fünf Jahre eine internationale Wettkampfpause ein. Sein erstes Springen nach der Rückkehr in den Weltcup am 27. Januar 2001 in Sapporo verlief jedoch mit dem 40. Platz ebenso wenig erfolgreich wie die Springen 1996. Einen Tag später jedoch erreichte er auf derselben Schanze den 19. Platz und somit seine ersten Weltcup-Punkte. Am Ende der Saison 2000/01 stand er auf Platz 67. in der Weltcup-Gesamtwertung. Ab Januar 2002 startete Okamura fest im Continental Cup und wurde lediglich zu Springen in Japan im Rahmen der nationalen Gruppe ins Weltcup-Aufgebot berufen. Dabei gelang ihm 2002 in Hakuba noch einmal der Gewinn von Weltcup-Punkten. Es waren bislang seine letzten Weltcup-Punkte, die er erreichen konnte. Seit 2002 springt Okamura ausschließlich bei Continental-Cup-Rennen in Japan sowie bei dortigen Springen im FIS-Cup oder bei FIS-Rennen. Am 22. März 2008 zog er sich gemeinsam mit Yūsuke Kaneko und Kazuki Nishishita nach der Teilnahme am 9. Itō-hai Season Final Ōkurayama Nighter Jump Taikai aus dem aktiven Sport zurück.